# Таловка (приток Берёзовой)
Таловка — малая река в южной части Томского района Томской области России, впадает слева в Берёзовую в 4,4 км от устья.

## Наименование
Наименование нескольких речек Таловка на территории Томского района происходит от старинного русского обозначения сезонных речек и ручьёв, разливающихся в реки лишь при стекании в них весенних талых вод. При весеннем разливе река принимает характер горной речки.

## Общие сведения
Протекает в южной части Томского района, исток которой начинается в 30 км ю-в-в Академгородка (9,7 км восточнее с. Межениновка и 11,9 км на юг от деревни Сухоречье). Течёт в направлении дер. Сухоречье, в северном направлении.
Характер речки — равнинный, течёт по заболоченным низинам юга Западно-Сибирской равнины.
Общая протяжённость реки от истока до устья составляет около 5 км (без учёта длин впадающих в речку ручьёв-притоков). В речку впадает не менее 3-х безымянных речек-ручьёв.
Речка впадает (является левым притоком) в Берёзовую речку — левый приток речки Ушайка-Северная. Устье речки находится в 7 км южнее центра дер. Сухоречье.
Весь водоток этой речки Таловка находится на территории Межениновского сельского поселения, хотя и вблизи селения Сухоречье (Воронинское сельское поселение).
Место этой речки знаменательно тем, что здесь расположена самая исследованная Сухореченско-Таловская известковая чаша, аналогичная одноимённым Таловским чашам у одноимённой речки Таловки (приток Басандайки), что в 15 км юго-западнее данного места.